# Zahradní centrum

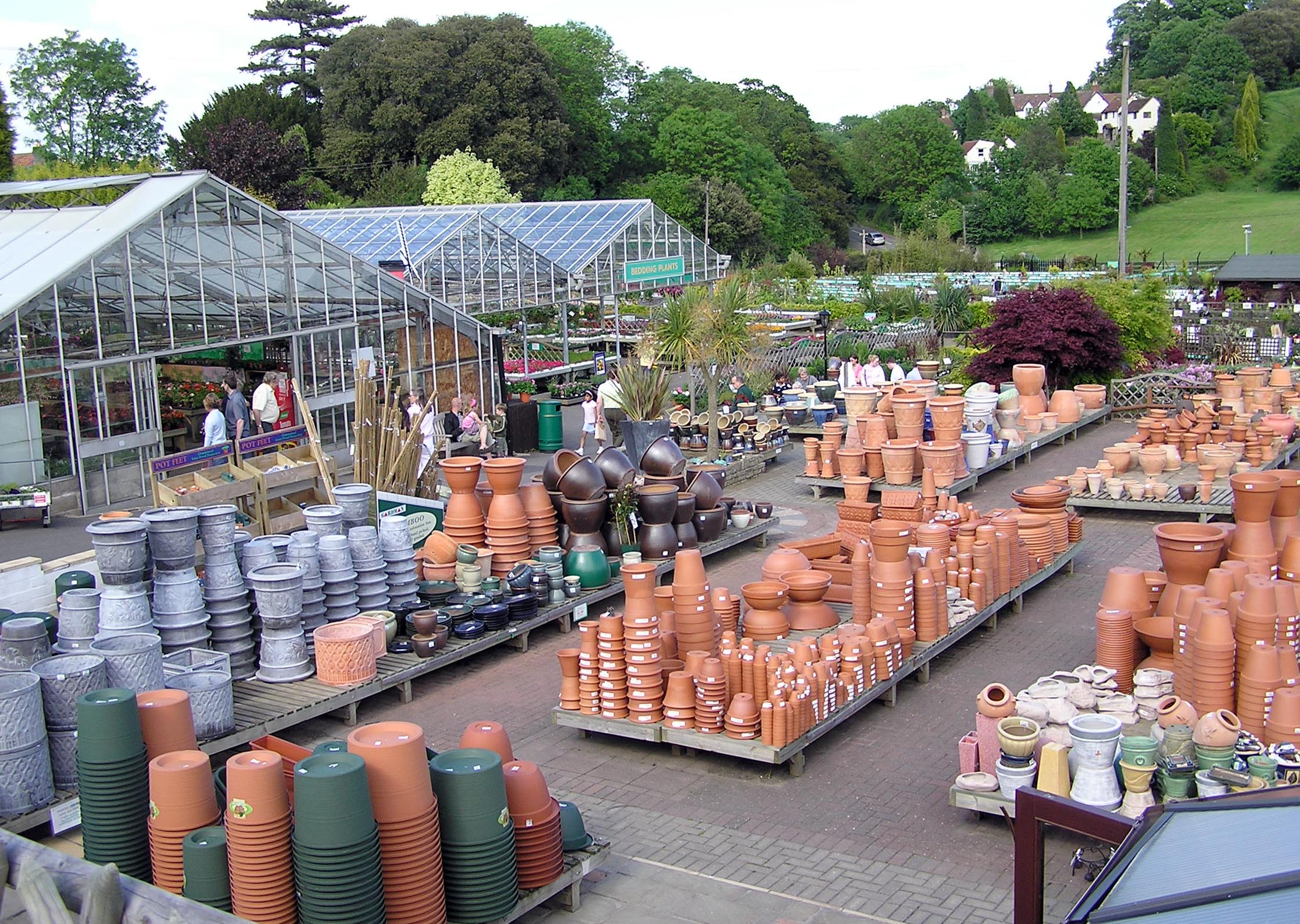
Část velkého zahradního centra v blízkosti centra Bristolu, Anglie

Zahradní (či zahradnické) centrum je maloobchodní prodejna nabízející prodej zboží a potřeb především pro zahradu, ale i pro domov. Liší se od koncepce zahradnického podniku (zahradnictví), které se zabývá výrobou a prodejem, především faktem, že zahradnické centrum se obvykle nezabývá pěstováním, ale výhradně prodejem. Podobně jako květinářství není obchod, kde jsou pěstovány květiny, ale slouží jen jako místo, kde lze květiny koupit. Zahradnická centra nabízejí sortiment rostlin (venkovních i do interiérů), tak i substráty, hnojiva, nářadí, stroje, zahradní nábytek a zahradní ozdoby, vánoční ozdoby a podobně. Některé prodejny také prodávají malá domácí zvířata a související chovatelské produkty. V mnoha zahradnických centrech, především v zahraničí je součástí zahradnického centra i restaurace nebo alespoň kavárna.

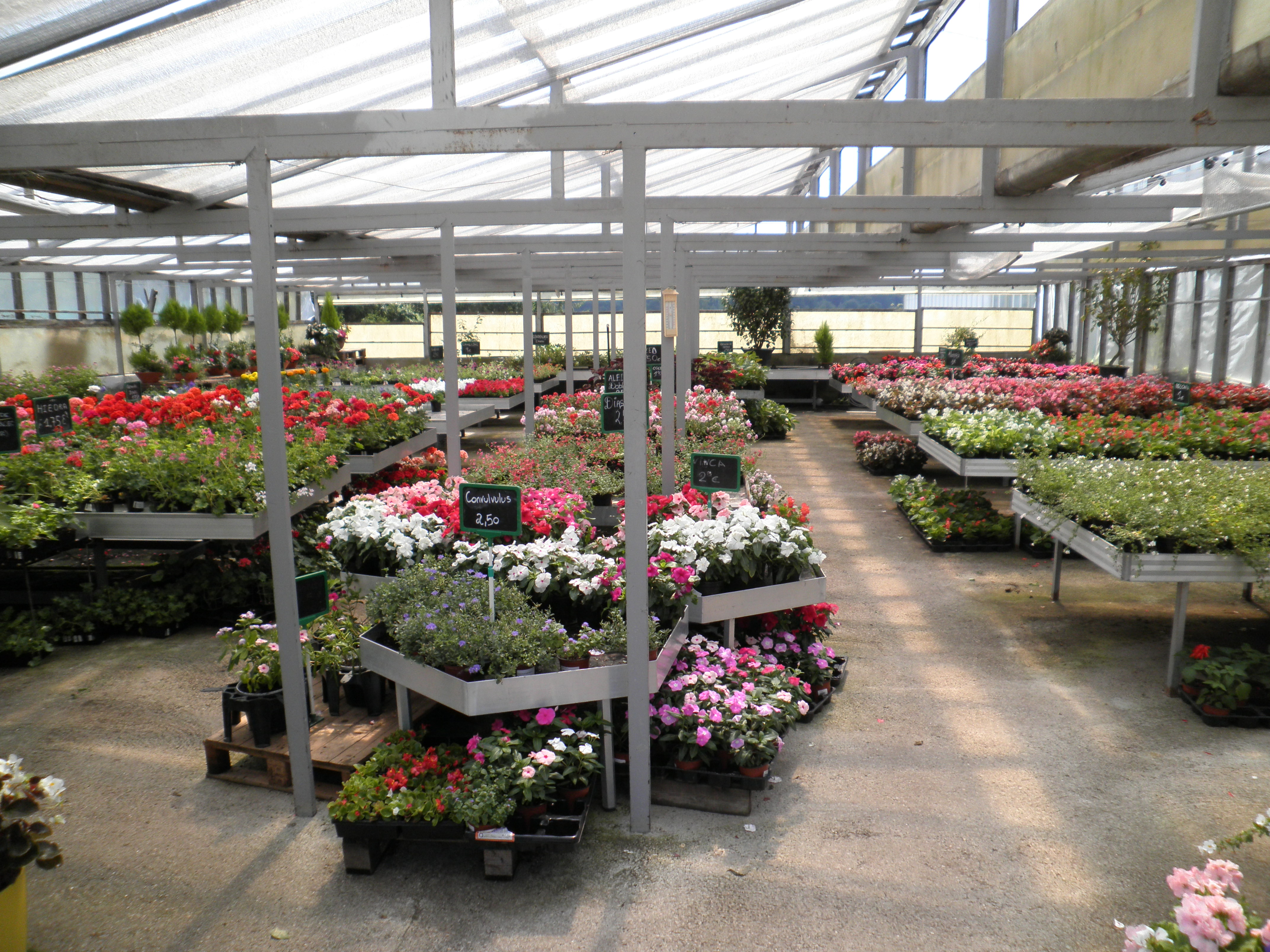
Prodej hrnkových květin ve skleníku.

Lze najít odlišnosti ve velikosti prodejny nazývané zahradnické centrum: kromě prodejen v majetku jednotlivých vlastníků, většinou menších zahradnických center, jsou zahradní centra vlastněny obchodními řetězci (Baumarkt, Hornbach) a jsou součástí konceptu DIY (Do It Yourslef - česky Udělej si sám). Existují také zahradnická centra, které jsou spojeny obchodními vztahy a používají franšízu (například v Holandsku Intratuin, či v Dánsku Plantorama). Speciální menší skupinu tvoří prodejci s vlastní výrobou zahradnických výpěstků. Na rozdíl od větších center a řetězců spoléhající na produkty tuzemských specializovaných výrobců - pěstitelů a na dovoz rostlin ze zahraničí (obvykle z Holandska) nabízejí primárně svoji produkci. Menší firmy často nabízejí profesionálně cenné rady, stejně jako pokročilé služby (např. realizace zahrad).

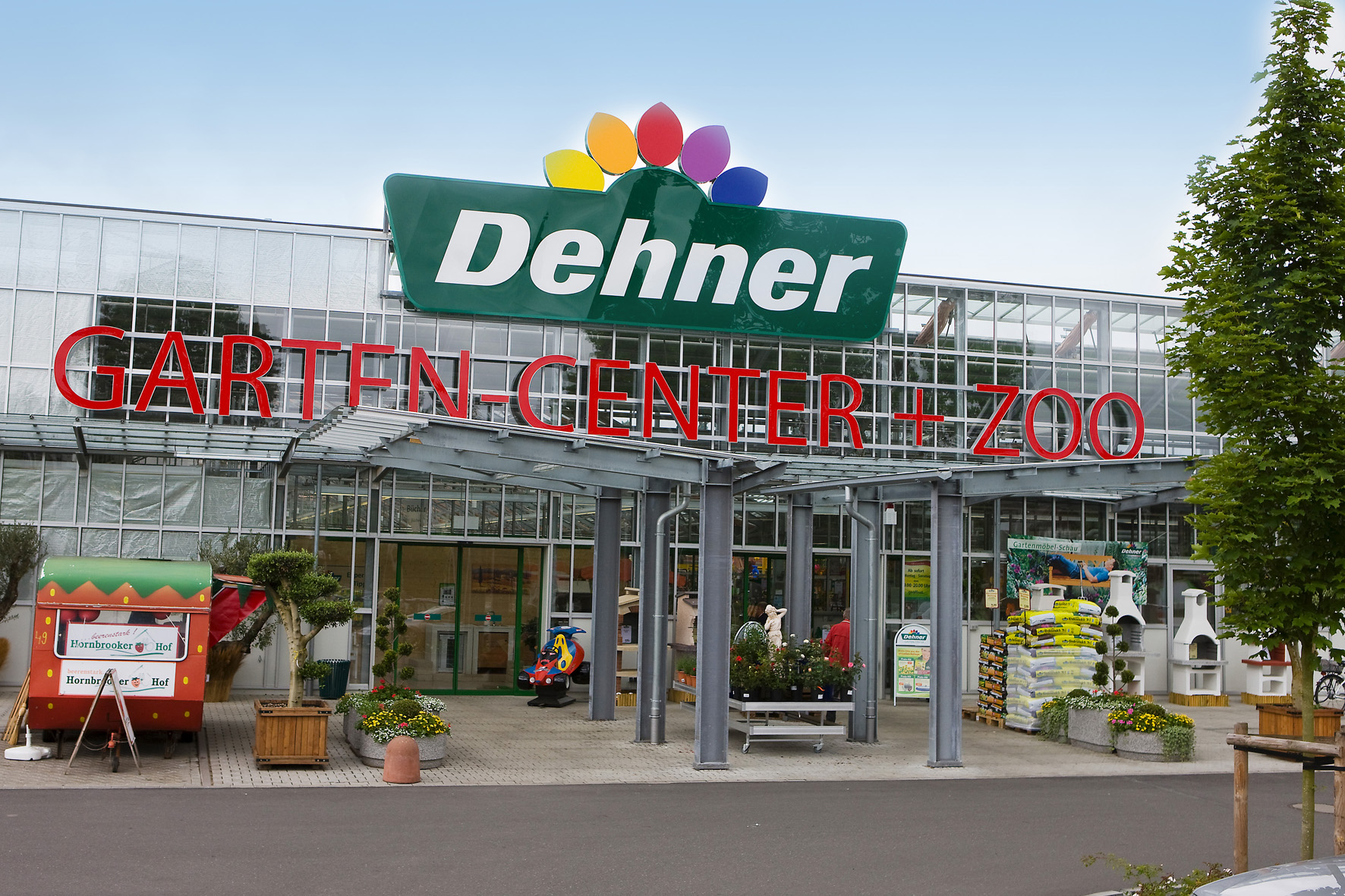

Zahradnická centra naproti malým pěstitelům nabízí nesrovnatelně širší sortiment zboží nebo na podmínky náročnější rostliny, které za danou cenu nejsou obvykle malí výrobci schopni vyrobit. Zahradnická centra uspokojují poptávku, zvyšují ji a formují poptávku obyvatelstva nabídkou nových výrobků a zaváděním nových trendů.
V České republice se historie zahradnických center začala psát až po listopadu 1989, do té doby to byla zcela neznámá forma prodeje. V současné době je v ČR cca 100 zahradnických center různé velikosti. 